# リンカーン郡 (モンタナ州)
リンカーン郡（英: Lincoln County）は、アメリカ合衆国モンタナ州の北西隅に位置する郡である。人口は1万9677人（2020年）。郡庁所在地はリビーであり、同郡で人口最大の町である。
リンカーン郡は元フラットヘッド郡の一部だったが、リビーとユーレカの住人が州議会に分離を請願した。1909年に創設され、郡名は第16代アメリカ合衆国大統領エイブラハム・リンカーンに因んで名付けられた。住民投票によりリービーがユーレカに勝って郡庁所在地に指定された。

## 地理
アメリカ合衆国国勢調査局に拠れば、郡域全面積は3,675平方マイル (9,520 km2)であり、このうち陸地は3,613平方マイル (9,360 km2)、水域は62平方マイル (160 km2)で水域率は1.70％である。北の郡境はカナダのブリティッシュコロンビア州に接している。標高でモンタナ州の最も低い地点がリンカーン郡のクートニー川にあり、そこから州内を出てアイダホ州に流れ込んでいる。

### 隣接する郡
- フラットヘッド郡 - 東
- サンダーズ郡 - 南
- ボナー郡 (アイダホ州) - 西
- バウンダリー郡 (アイダホ州) - 西
- カナダ、ブリティッシュコロンビア州、イースト・クートニー地域 - 北

### 国立保護地域
- パシフィックノースウェスト国立景観トレイル（部分）
- フラットヘッド国立の森（部分）
- カニクス国立の森（部分）
- クートニー国立の森（部分）

## 人口動態
以下は2000年国勢調査による人口統計データである。
| 基礎データ - 人口: 18,837人 - 世帯数: 7,764 世帯 - 家族数: 5,333 家族 - 人口密度: 2人/km2（5人/mi2） - 住居数: 9,319軒 - 住居密度: 1軒/km2（3軒/mi2） 人種別人口構成 - 白人: 96.09% - アフリカン・アメリカン: 0.11% - ネイティブ・アメリカン: 1.20% - アジア人: 0.31% - 太平洋諸島系: 0.04% - その他の人種: 0.39% - 混血: 1.86% - ヒスパニック・ラテン系: 1.44% 先祖による構成 - ドイツ系：23.6％ - イギリス系：12.0％ - アメリカ人：10.2％ - ノルウェー系：9.8％ - アイルランド系：9.4％ 言語による構成 - 英語：96.5％ - ドイツ語：1.7％ - スペイン語：1.3％ | 年齢別人口構成 - 18歳未満: 25.3% - 18-24歳: 5.5% - 25-44歳: 24.2% - 45-64歳: 29.7% - 65歳以上: 15.2% - 年齢の中央値: 42歳 - 性比（女性100人あたり男性の人口） - 総人口: 102.7 - 18歳以上: 100.5 世帯と家族（対世帯数） - 18歳未満の子供がいる: 29.1% - 結婚・同居している夫婦: 57.1% - 未婚・離婚・死別女性が世帯主: 7.8% - 非家族世帯: 31.3% - 単身世帯: 26.7% - 65歳以上の老人1人暮らし: 10.0% - 平均構成人数 - 世帯: 2.40人 - 家族: 2.90人 収入と家計 - 収入の中央値 - 世帯: 26,754米ドル - 家族: 31,784米ドル - 性別 - 男性: 30,299米ドル - 女性: 20,600米ドル - 人口1人あたり収入: 13,923米ドル - 貧困線以下 - 対人口: 19.2% - 対家族数: 14.2% - 18歳未満: 26.4% - 65歳以上: 10.8% |

## 都市と町

### 都市
- リビー - 郡庁所在地
- トロイ

### 町
- ユーレカ
- レックスフォード

### 国勢調査指定地域
- フォータイン

### その他の町
- トレゴ